# Hermann Vief

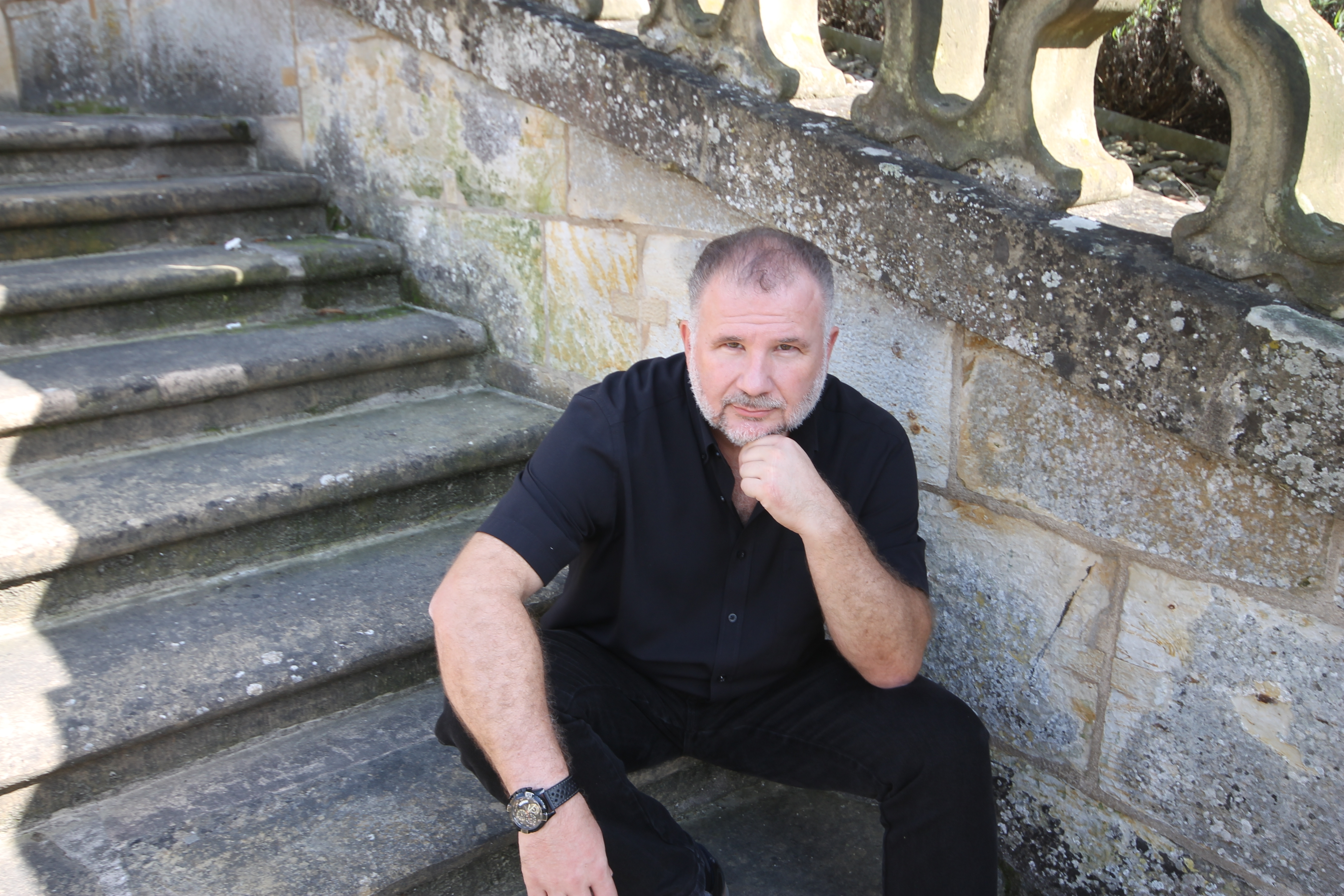
Hermann J. Vief

Hermann Vief (* 21. Juli 1964 in Neuburg an der Donau) ist ein Kultur- und Theaterpädagoge sowie Theaterregisseur.

## Biographie
Nach den ursprünglichen Berufswünschen Lehrer, oder Schauspieler zu werden, hat er mit 18 Jahren begonnen im Amateurtheater auf der Bühne zu stehen. Nach den ersten Bühnenerfahrungen beim Neuburger Volkstheater machte er das Theater zum Beruf und absolvierte Ausbildungen zum Spielleiter im Jugendtheater, zum Theaterpädagogen, zum Kulturpädagogen und im Schauspiel. Zu seinen Ausbildern gehörten u. a. Jürgen Scheller (1922–1996) von der Münchner Lach- und Schießgesellschaft, Keith Johnstone (Schauspiellehrer, Calgary Canada), oder Robert Castle (International Theater New York).
Seit 1996 leitet er Improvisationstheaterkurse und seit dem Jahr 2000 ist er als Dozent für Schauspiel und Referent für Theaterpädagogik für zahlreiche Institutionen und Verbände tätig. Im Jahr 2004 leitete Vief das Kulturfest in Arandis (Namibia, Afrika) und eine Workshopreihe im namibischen Swakopmund. Enge Verbindung mit Theaterprojekten am Stadttheater in Neuburg an der Donau besteht mit dem Film- und Volksschauspieler Winfried Frey.
Mit der Theaterpädagogin Marion Beyer aus Coburg leitet er eine zweijährige Fortbildung im „Erfahrungsfeld Theater“ und die Grundlagenbildung Theaterpädagogik am Institut für Jugendarbeit in Gauting bei München. Im Jahr 2023 wurde die Aufbauausbildung zum/zur Theaterpädagogen/Theaterpädagogin BuT am Institut Gauting durch von beiden implementiert. Seit 2011 inszenieren Vief und Beyer gemeinsam unter PerScenario mit der Methode der theaterpädagogischen Regie auf Freilichtbühnen. 2013 wurde er zusammen mit Marion Beyer Regisseur der Neuinszenierung der Fränkischen Passionsspiele Sömmersdorf. von 2014 bis 2017 inszenierten Beyer und Vief zudem an der Naturbühne Trebgast. 2020 gewinnen die Fränkischen Passionsspiele Sömmersdorf, mit den Inszenierungen von Beyer und Vief aus 2016 und 2018 den deutschen Amateurtheaterpreis "amarena" in der Kategorie "Theater ist Leben".

## Regie (Auswahl)
- 2022: Farben für den Winter[2], Bosco, Bürger- und Kulturhaus, Gauting – Produktion für das Institut für Jugendarbeit Gauting
- 2019: Million Dreams[3], Bosco, Bürger- und Kulturhaus, Gauting – Produktion für das Institut für Jugendarbeit Gauting
- 2018: Die Passion[4], Fränkische Passionsspiele Sömmersdorf (PerScenario)
- 2017: Luther – Rebell seiner Zeit[5], Naturbühne Trebgast – (PerScenario)
- 2016: Zimmer 310[6], Bosco, Bürger- und Kulturhaus, Gauting – Produktion für das Institut Gauting
- 2016: Don Camillo und seine Herde, Naturbühne Trebgast – Wiederaufnahme – (PerScenario)
- 2016: Don Camillo und das rothaarige Mädchen[7], Kultur aus Passion, Sömmersdorf (PerScenario)
- 2015: Don Camillo und seine Herde[8], Naturbühne Trebgast (PerScenario)
- 2014: Charley’s Tante[9], Naturbühne Trebgast (PerScenario)
- 2013: Schatten der Nacht, Produktion für das Institut Gauting
- 2013: Die Passion[10], Fränkische Passionsspiele Sömmersdorf (PerScenario)
- 2011: Don Camillo und seine Herde, Kultur aus Passion, Sömmersdorf (PerScenario)
- 2011: Charley’s Tante, Waldbühne Heldritt
- 2008: Kunst (Yasmina Reza), Schauhaufen Kulmbach
- 2007: Theo Berger – Bruchstücke, Stadttheater Neuburg a. d. Donau (in Co-Regie mit Winfried Frey) mit: Winfried Frey, Werner Rom, Petra Auer-Frey, Petra Wintersteller, u.v.m.
- 2006: Theo Berger – Bruchstücke, Stadttheater Neuburg a. d. Donau (in Co-Regie mit Winfried Frey) mit: Winfried Frey, Werner Rom, Petra Auer-Frey, Petra Wintersteller, u.v.m.
- 2004: Die keusche Hur’, Stadttheater Neuburg a. d. Donau (Regieassistenz) – Regie: Winfried Frey mit: Conny Glogger, Werner Rom, Hermann Giefer, Petra Auer, u.v.m.
- 2003: Ron and Julie, Jugendtheater im Neuburger Volkstheater

## Theater (Auswahl)
- 2008/2009: Dinner for one – James, Silvestergala, Dorint Royal Golfresort & Spa, Camp de Mar, Mallorca (Spanien) – Moderation: Jens Riewa
- 2008: Don Camillo und seine Herde – Don Camillo, Neuburger VolksTheaterSommer (Freilicht)
- 2006: Dinner for one – James, Neuburger Volkstheater, Neuburg a. d. Donau
- 2006: Birnbaum und Hollerstauden – Schmied, Neuburger Volkstheater, Neuburg, Triptis
- 2005: Gaismair – Gabriel von Salamanca, Neuburger Volkstheater, Neuburg
- 2004: Die keusche Hur’ – Hochzeitslader, Stadttheater Neuburg a. d. Donau
- 2004: Der Bayrische Jedermann – Freund, Neuburger Volkstheater, Neuburg
- 2003: Die wunderbare, wunderbare, sexy Welt des Theaters – VW Tourneetheater, Germering, Karlsfeld, Traunreut, Augsburg
- 2002: Der Bayrische Jedermann – Freund, Neuburger Volkstheater, Schongauer Festspielensemble, Neuburg, München
- 2001: Mattheis bricht’s Eis – Mattheis, Neuburger Volkstheater
- 2000: Der Geigenbauer von Mittenwald – Vitus Brandner, Neuburger Volkstheater
- 2000: Magdalena – Lenz, Neuburger Volkstheater

## Operette (Auswahl)
- 2009: Treffpunkt Tegernsee[11], Welturaufführung der Operette von Leon Jessel – Hans Schmidt – Neuburger Volkstheater
- 2007: Im Weißen Rössl[12] – Leopold, Neuburger Volkstheater, Neuburg, Hamburg, Schleiz

## Sonstiges
- 2008/09: Mitgestaltung des Silvester-Gala-Programmes im Dorint Royal Golf Resort & Spa in Camp de Mar, Mallorca (Spanien)
- 2004: Initiierung und Leitung von Theater-Workshopprojekten in Arandis und Swakopmund, Namibia, für die Arbeitsgemeinschaft Dt. Schulen und den Dt. Kulturrat anlässlich der Dt. Kulturwochen im südl. Afrika – in Kooperation mit Marion Beyer, Windhoek, Namibia.
- 1994 bis 2002: Gesamtleitung der Freilichtaufführungen in Neuburg an der Donau